# Marvin Burke
Marvin Burke (Pittsburgh, Pennsylvania, 15 maart 1918 - 23 februari 1994) was een Amerikaans autocoureur die zich eenmaal inschreef voor de Indianapolis 500 in de editie van 1950, die ook deel uitmaakte van het Formule 1-kampioenschap. Hij kwalificeerde zich echter niet voor deze race.
Burke deed ook eenmaal mee aan een NASCAR-race in 1951 in Oakland. Hij reed hierin 156 ronden aan de leiding en won de race in zijn eerste en enige start, waarmee hij de enige NASCAR-coureur is die zijn enige race won.